# Fernröntgenanalyse

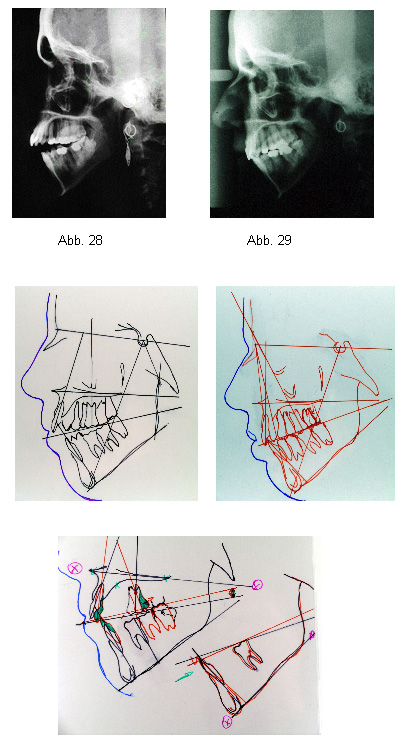
Fernröntgenanalyse

Die Fernröntgenanalyse ist eine Methode, die in der Zahnmedizin, Kieferorthopädie und Kieferchirurgie verwendet wird.
Anhand eines Lateralfernröntgens (auch Fernröntgenaufnahme, ein Röntgenbild auf dem der ganze Schädel im Profil abgebildet ist) werden bestimmte eindeutig definierte kephalometrische Bezugspunkte bestimmt, und durch eine sog. Durchzeichnung Winkel, Strecken und Normalabstände bestimmt. Anhand von Normen können so besonders hervorstechende Merkmale eines Schädels bestimmt werden (z. B. ein prominentes Kinn). Innerhalb der Forschung gibt es mehrere Schulen der Durchzeichnung. Die am weitesten verbreitete ist die Durchzeichnung nach HASUND. 

## Wichtige röntgenkephalometrische Bezugspunkte
Beispiele von wichtigsten kephalometrischen Bezugspunkten sind:
- Sella turcica (die Einbuchtung der Hypophyse)
- Nasion (die Nasenwurzel)
- Pogonion (der ventralste Punkt am knöchernen Kinn)
- Artikulare
- Menton
- Gonion

## Wichtige röntgenkephalometrische Bezugswerte
Es gibt eine Vielzahl von Strecken und Bezugswerten, die hier nur beispielhaft angeführt werden können.
- SNPg-Winkel: Ausdruck der sagittalen Lagebeziehung der Mandibula bzw. der Kinnprominenz in Relation zur Schädelbasis
- SNA-Winkel: Ausdruck der sagittlalen Lagebeziehung der Maxilla in Relation zur Schädelbasis

Auf Basis dieser Werte werden außerdem Indizes und Summenwinkel berechnet, die abermals anhand einer Bezugsnorm mit dem Durchschnitt der Bevölkerung verglichen werden.
Eine methodische Besonderheit stellt überdies die sogenannte Harmoniebox dar. Anhand der Korrelationsrechnung wurden Cluster von kephalometrischen Bezugswerten bestimmt, die ein gemeinsames Muster aufweisen. Anhand der multiplen Regressionsrechnung wurden daraufhin Konfidenzintervalle für jede einzelne Variable auf Basis der jeweils anderen bestimmt. Liegen die Werte außerhalb dieses Intervalls können sie als disharmonisch sonst als harmonisch klassifiziert werden.